# Educazione terapeutica del paziente
L'educazione terapeutica del paziente (ETP) è quell'intervento sanitario che consiste nell'addestrare il paziente nelle abilità di autogestione o adattamento del trattamento alla sua particolare situazione di cronicità, nonché nei processi di coping.

## Descrizione
L'educazione terapeutica ha ridotto gli interventi di amputazione nei pazienti con diabete mellito ed ha ritardato l'amputazione nel 75% dei casi.
L'Organizzazione mondiale della sanità ha definito l'educazione sanitaria come:
(WHO, Health Promotion Glossary)

## Alfabetizzazione sanitaria
L'alfabetizzazione sanitaria rappresenta le abilità cognitive e sociali che determinano la motivazione e la capacità degli individui di accedere, comprendere e utilizzare le informazioni in modi che promuovono e mantengono una buona salute.